# Hollyoaks
Hollyoaks è una soap opera britannica ideata da Phil Redmond e in onda su Channel 4 dall'ottobre 1995.
La serie è ambientato in un sobborgo non esistente della città di Chester chiamato Hollyoaks e presenta un nutrito cast attoriale di personaggi di età compresa principalmente tra i 16 e i 35 anni.
La soap ha vinto molti premi in patria tra cui 28 British Soap Awards, 11 Inside Soap Awards, un TRIC Award e un National Television Award.
La serie è prodotta da Lime Pictures e quasi totalmente girata a Liverpool.

## Personaggi
I personaggi della serie sono numerosi e cambiati nel corso degli anni, tuttavia vi sono i personaggi regolari:
| Personaggio        | Attore/i               | Durata                            |
| ------------------ | ---------------------- | --------------------------------- |
| Tony Hutchinson    | Nick Pickard           | 1995–                             |
| Cindy Cunningham   | Stephanie Waring       | 1995–2002, 2004, 2008–            |
| Cindy Cunningham   | Laura Crossley         | 1995–2002, 2004, 2008–            |
| Jack Osborne       | Jimmy McKenna          | 1996–                             |
| Darren Osborne     | Ashley Taylor Dawson   | 1996–1997, 1999–2000, 2003–       |
| Darren Osborne     | Adam Booth             | 1996–1997, 1999–2000, 2003–       |
| Holly Cunningham   | Amanda Clapham         | 1997–2002, 2004, 2008–2010, 2012– |
| Holly Cunningham   | Wallis Day             | 1997–2002, 2004, 2008–2010, 2012– |
| Holly Cunningham   | Lydia Waters           | 1997–2002, 2004, 2008–2010, 2012– |
| Holly Cunningham   | Katie Hynes            | 1997–2002, 2004, 2008–2010, 2012– |
| Holly Cunningham   | Karis Sharkey          | 1997–2002, 2004, 2008–2010, 2012– |
| Tom Cunningham     | Ellis Hollins          | 1999–                             |
| Frankie Osborne    | Helen Pearson          | 2002–                             |
| Nancy Hayton       | Jessica Fox            | 2005–                             |
| Amy Barnes         | Ashley Slanina-Davies  | 2005–2014, 2016–2017              |
| Kathy Barnes       | Sarah Jane Buckley     | 2005–2008, 2017                   |
| Mike Barnes        | Tony Hirst             | 2006–2010, 2016–                  |
| Ste Hay            | Kieron Richardson      | 2006–                             |
| Warren Fox         | Jamie Lomas            | 2006–2011, 2016–                  |
| Mercedes McQueen   | Jennifer Metcalfe      | 2006–                             |
| Myra McQueen       | Nicole Barber-Lane     | 2006–                             |
| Zoe Carpenter      | Zoë Lister             | 2006–2010, 2017                   |
| Charlie Dean       | Charlie Behan          | 2006–                             |
| Charlie Dean       | Joshua McConville      | 2006–                             |
| Leah Barnes        | Ela-May Demircan       | 2007–                             |
| Leah Barnes        | Jessica Croft-Lane     | 2007–                             |
| Leah Barnes        | Magic Hurst            | 2007–                             |
| Nana McQueen       | Diane Langton          | 2007–2009, 2012–                  |
| Harry Thompson     | Parry Glasspool        | 2007–2009, 2015–                  |
| Harry Thompson     | Harrison George Rhodes | 2007–2009, 2015–                  |
| Harry Thompson     | Daniel Seymour         | 2007–2009, 2015–                  |
| Lucas Hay          | William Hall           | 2009–                             |
| Lucas Hay          | Reuben Thwaites        | 2009–                             |
| Lucas Hay          | Jude Hawley            | 2009–                             |
| Diane O'Connor     | Alex Fletcher          | 2010–                             |
| Finn O'Connor      | Connor Wilkinson       | 2010–2011                         |
| Esther Bloom       | Jazmine Franks         | 2011–                             |
| Dirk Savage        | David Kennedy          | 2011–                             |
| Joel Dexter        | Rory Douglas-Speed     | 2011–2013, 2016–                  |
| Joel Dexter        | Andrew Still           | 2011–2013, 2016–                  |
| Maxine Minniver    | Nikki Sanderson        | 2012–                             |
| Sienna Blake       | Anna Passey            | 2012–                             |
| Peri Lomax         | Ruby O'Donnell         | 2013–                             |
| Tegan Lomax        | Jessica Ellis          | 2013–                             |
| Leela Lomax        | Kirsty-Leigh Porter    | 2013–                             |
| Grace Black        | Tamara Wall            | 2013–                             |
| Kim Butterfield    | Daisy Wood-Davis       | 2014–                             |
| Cleo McQueen       | Nadine Mulkerrin       | 2015–                             |
| Simone Loveday     | Jacqueline Boatswain   | 2015–                             |
| Zack Loveday       | Duayne Boachie         | 2015–                             |
| Louis Loveday      | Karl Collins           | 2015–                             |
| Scott Drinkwell    | Ross Adams             | 2015–                             |
| Mac Nightingale    | David Easter           | 2015–                             |
| Ellie Nightingale  | Sophie Porley          | 2015–                             |
| Alfie Nightingale  | Richard Linnell        | 2015–                             |
| Neeta Kaur         | Amrit Maghera          | 2015–                             |
| Sally St. Claire   | Annie Wallace          | 2015–                             |
| James Nightingale  | Gregory Finnegan       | 2016–                             |
| Marnie Nightingale | Lysette Anthony        | 2016–                             |
| Jesse Donovan      | Luke Jerdy             | 2016–                             |
| Adam Donovan       | Jimmy Essex            | 2016–                             |
| Lisa Loveday       | Rachel Adedeji         | 2016–                             |
| Gavin Armstrong    | Andrew Hayden-Smith    | 2016–                             |
| Ryan Knight        | Duncan James           | 2016–                             |
| Courtney Campbell  | Amy Conachan           | 2016–                             |
| Nick Savage        | Ben-Ryan Davies        | 2016–                             |
| Goldie McQueen     | Chelsee Healey         | 2016–                             |
| Hunter McQueen     | Theo Graham            | 2016–                             |
| Prince McQueen     | Malique Thompson-Dwyer | 2016–                             |
| Lily Drinkwell     | Lauren McQueen         | 2017–                             |
| Darcy Wilde        | Aisling Jarrett-Gavin  | 2017–                             |
| Yasmine Maalik     | Haiesha Mistry         | 2017–                             |
| Toby Wilde         | Lucas Haywood          | 2017–                             |
| Jeremy Blake       | Jeremy Sheffield       | 2024–                             |